# Lac Saint-Clair (Détrier)
Le lac Saint-Clair est un lac situé en France sur le territoire de la commune de Détrier, dans le département de la Savoie en région Auvergne-Rhône-Alpes.

## Description
Le lac Saint-Clair est un lac de montagne situé à l'extrémité méridionale du val Gelon dans le massif alpin de Belledonne, à Détrier en Savoie. Il culmine à 350 mètres d'altitude et s'étend sur moins de 10 hectares de superficie. Il comporte en outre deux îles, dont l'une accessible par une passerelle.
Le lac est creusé dans une cavité dans le court vallon mort séparant les deux cours d'eau du Gelon au nord et du Bréda au sud si bien qu'il ne possède pas de véritable émissaire, le trop-plein se déversant dans un fossé couvert jusqu'au Gelon.

### Faune et flore

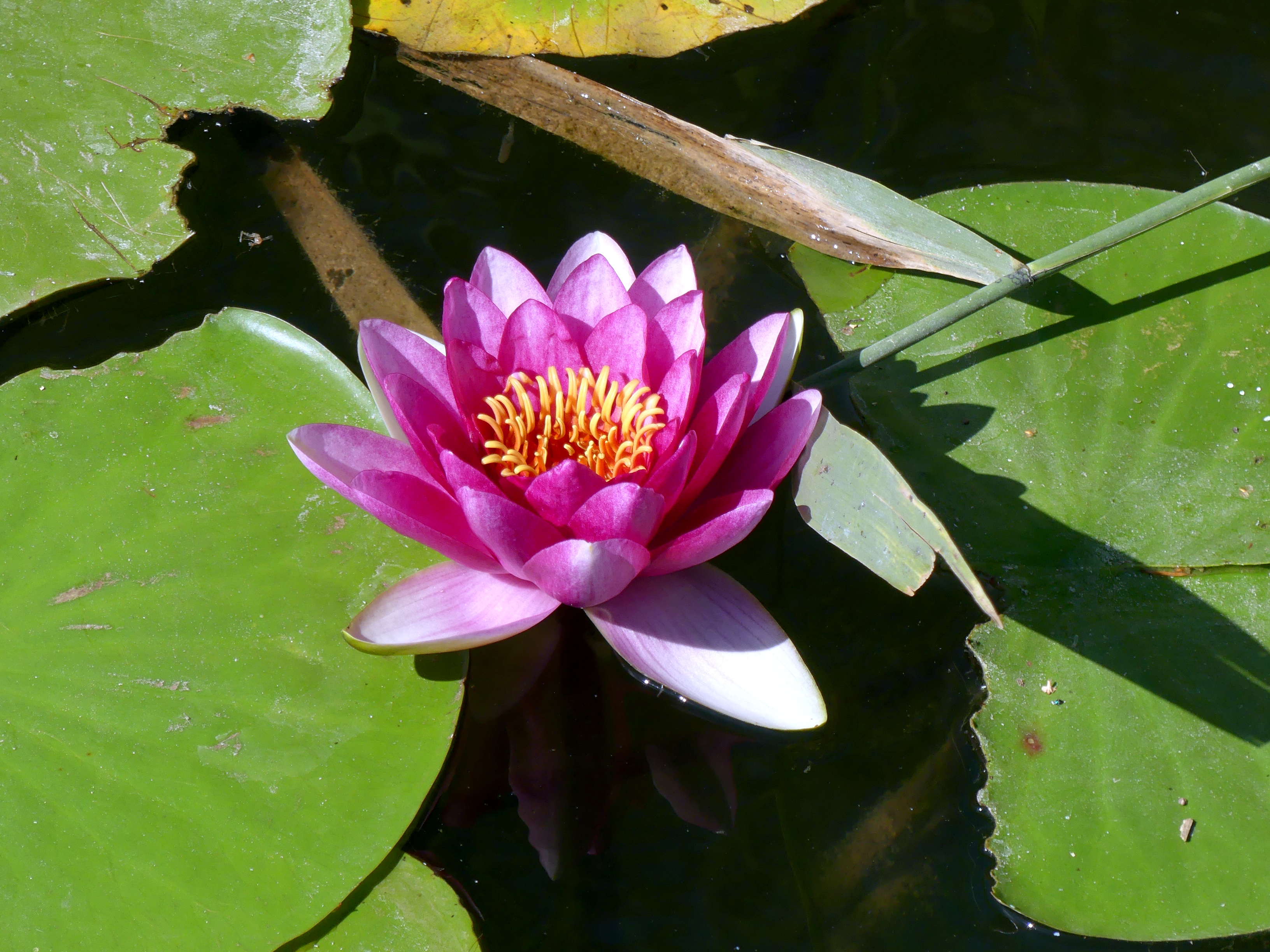
Fleur de nénuphar sur le lac.

En raison des espèces végétales et animales qu'il abrite, le lac constitue une zone humide ainsi qu'une zone naturelle d'intérêt écologique, faunistique et floristique de type 1.
Il possède notamment l'une des frayères les plus importantes de Savoie pour la reproduction du crapaud commun,. Le lac est également l'habitat de deux espèces de libellules : la libellule fauve et l'anax napolitain.
Sa rive sud-occidentale présente pour sa part un herbier et une roselière aquatiques ainsi qu'une prairie humide. Le séneçon des marais, espèce protégée au niveau régional, est également bien présent autour du lac.

## Historique
Comme d'autres lacs environnants, le lac Saint-Clair est un lac d'origine glaciaire, c'est-à-dire formé lors du retrait d'un glacier présent au cours d'une glaciation.
Au XIIe siècle, le lac est la propriété des moines chartreux de Saint-Hugon installés à Arvillard sur les hauteurs du lac. Au cours du siècle suivant, des références au lac se retrouvent dans des documents sous les termes « Lacus de Destres » en 1237 et « Lacus de Destrerio » en 1243.
Dans les années 1980, le lac est transformé en base de loisirs ce qui cause la disparition d'une partie de son environnement naturel avec des boisements humides abattus et des berges transformées en pelouse, à l'exception de sa rive sud-occidentale ayant conservé davantage d'aspects naturels (roselière et prairie humide).
Bien que situé sur le territoire de la commune de Détrier, le lac devient en 1970 la propriété de la commune voisine de La Rochette, devenue commune nouvelle de Valgelon-La Rochette en 2019.

## Galerie photographique

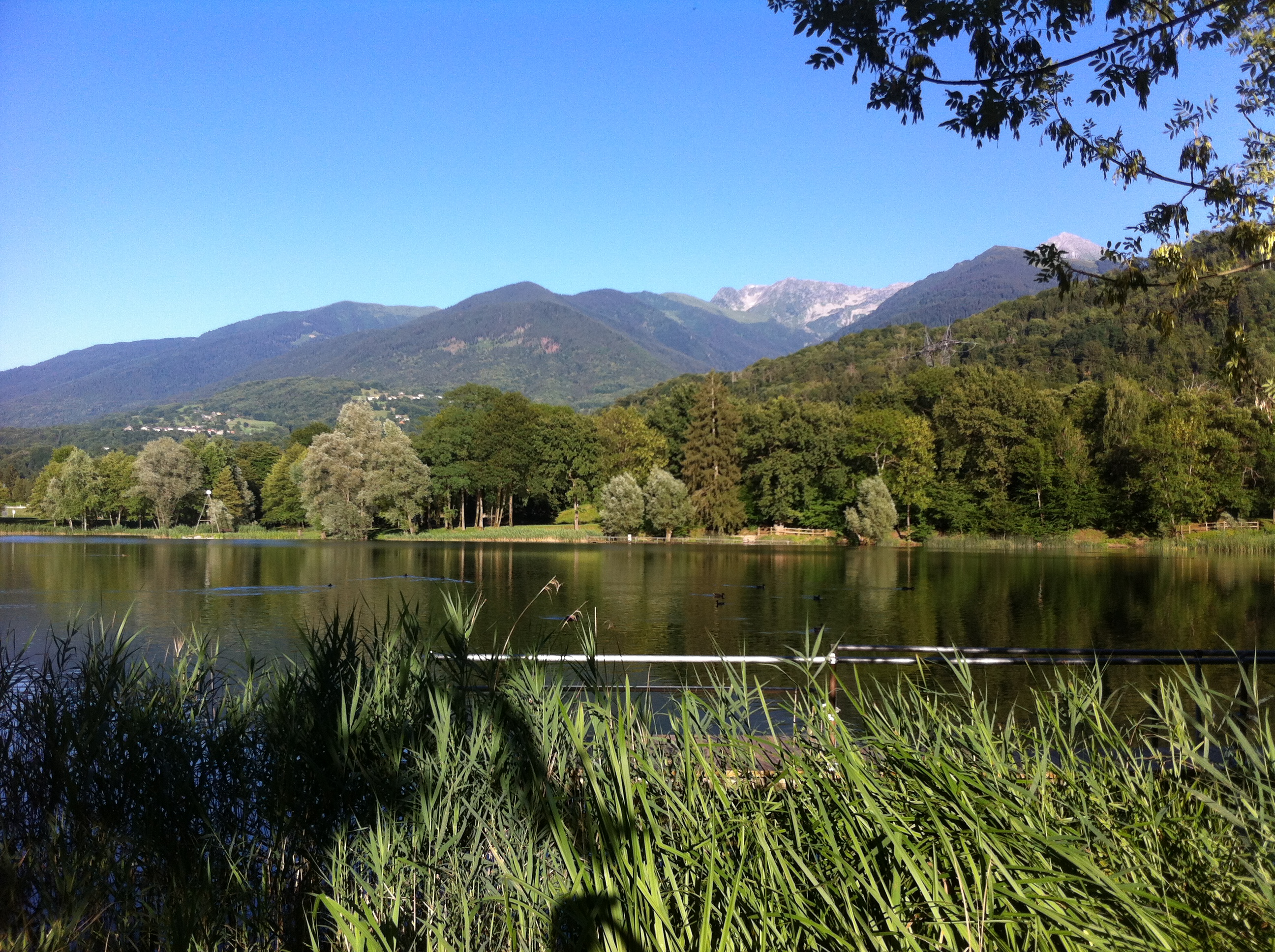
Lac Saint-Clair.
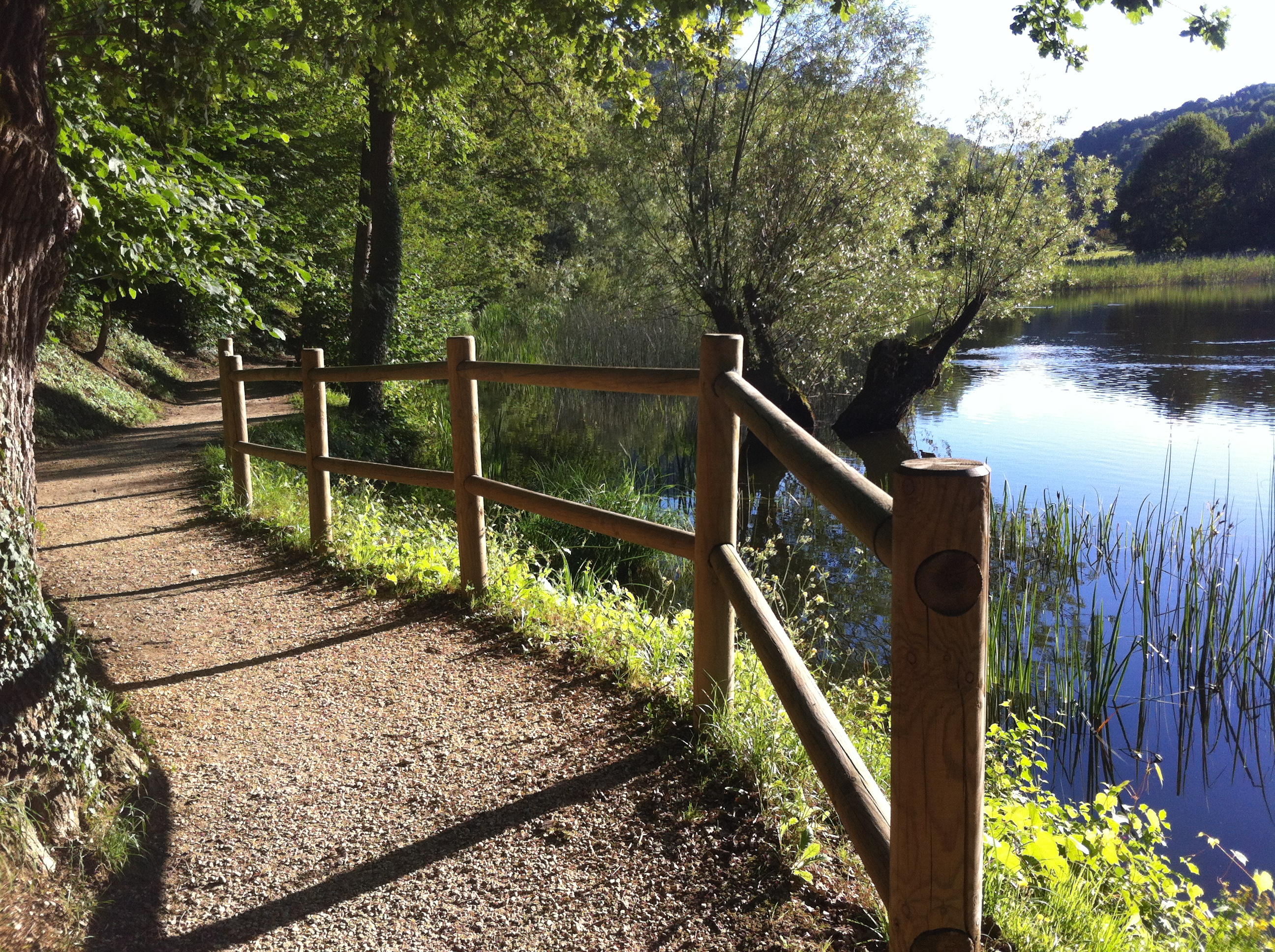
Promenade aménagée.
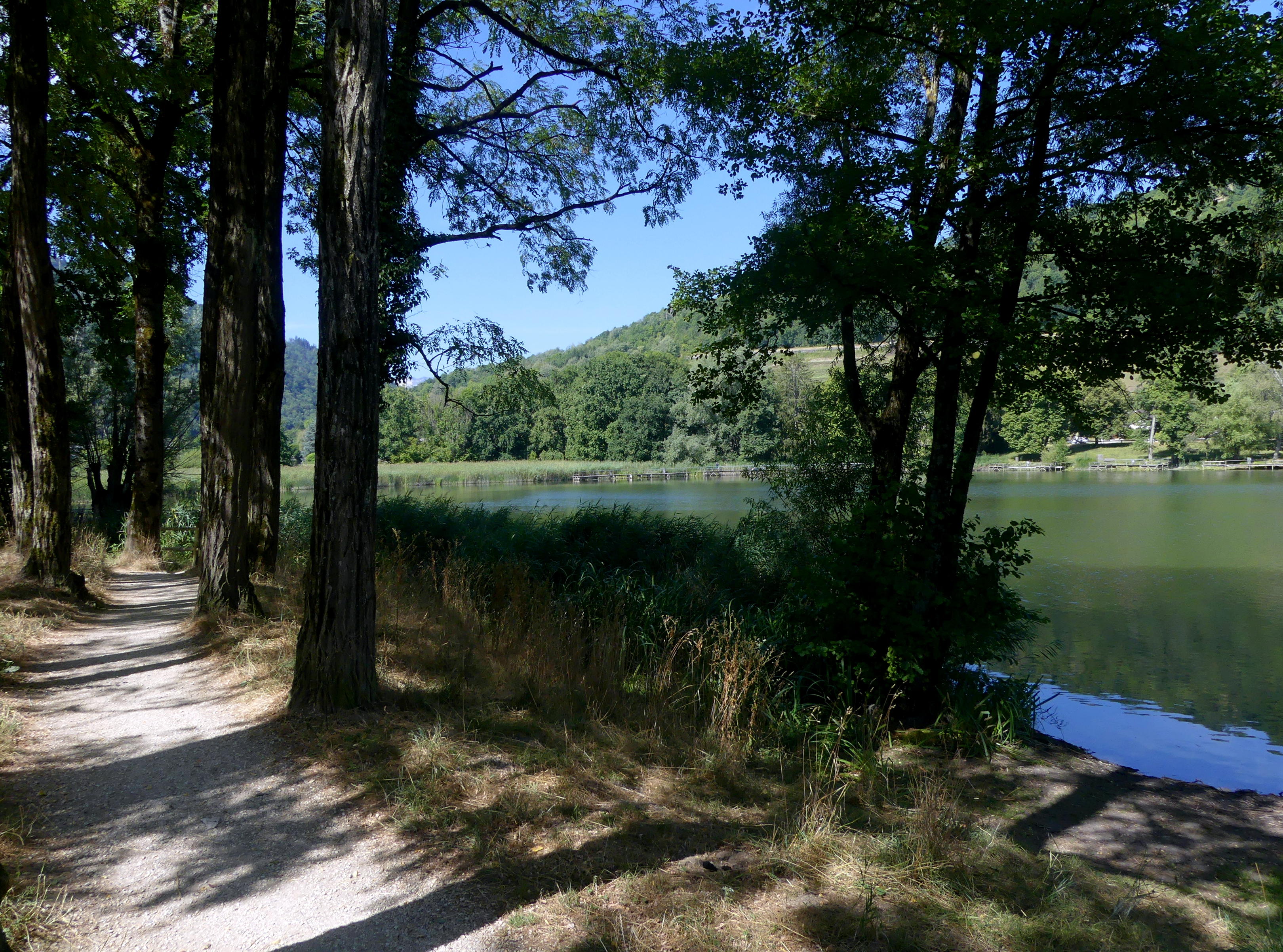
Promenade.
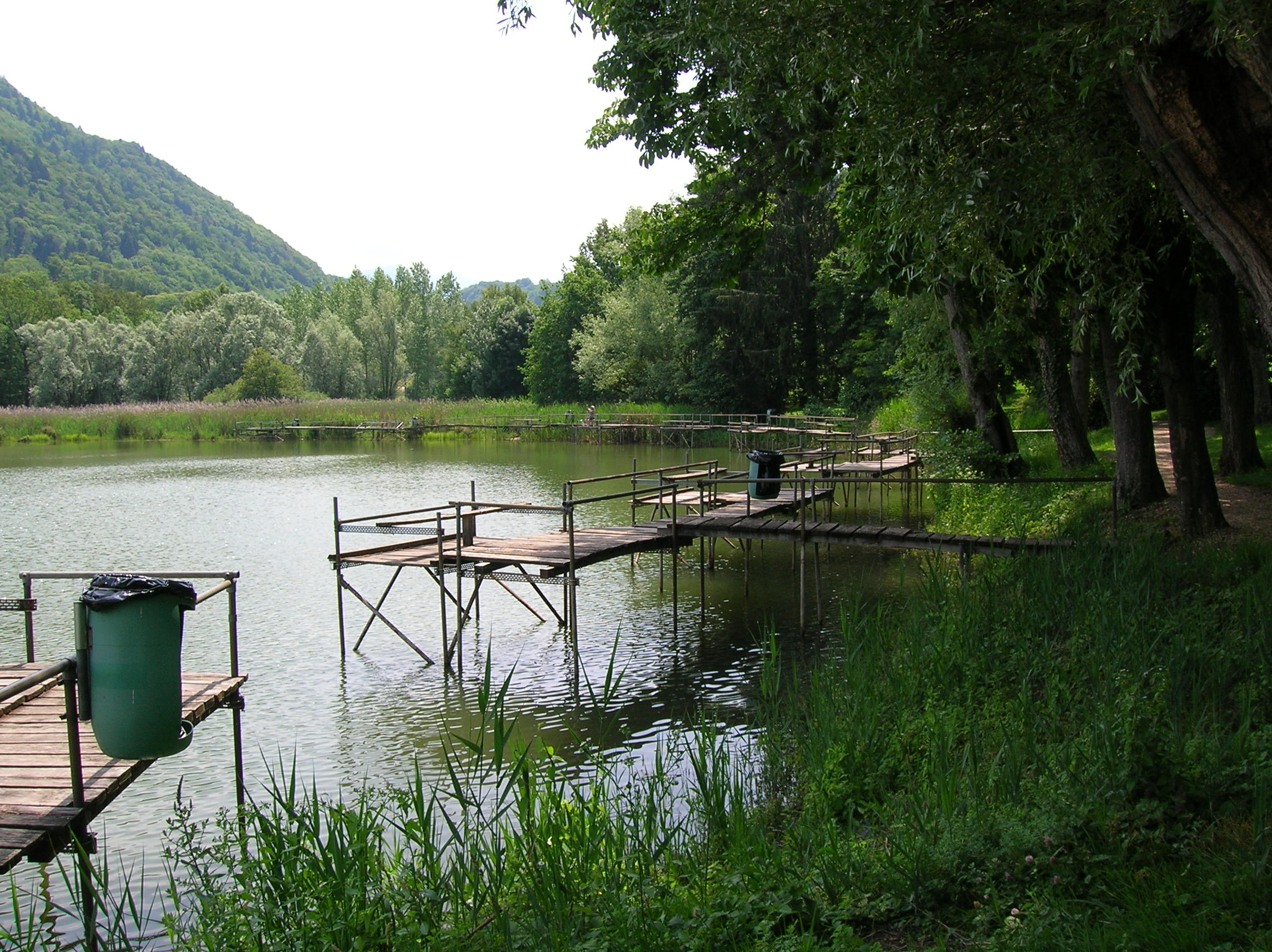
Pontons.
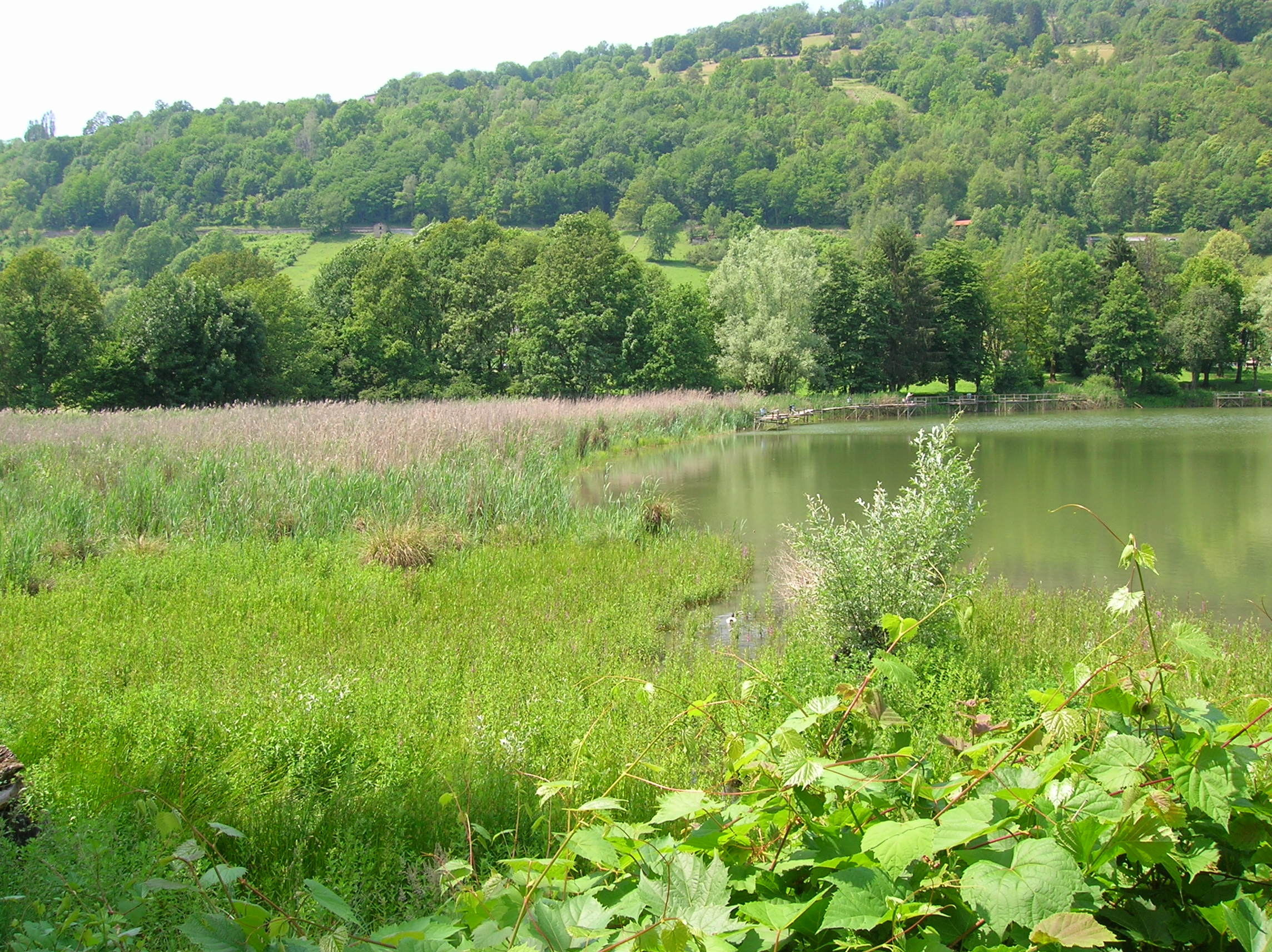
Roselières.
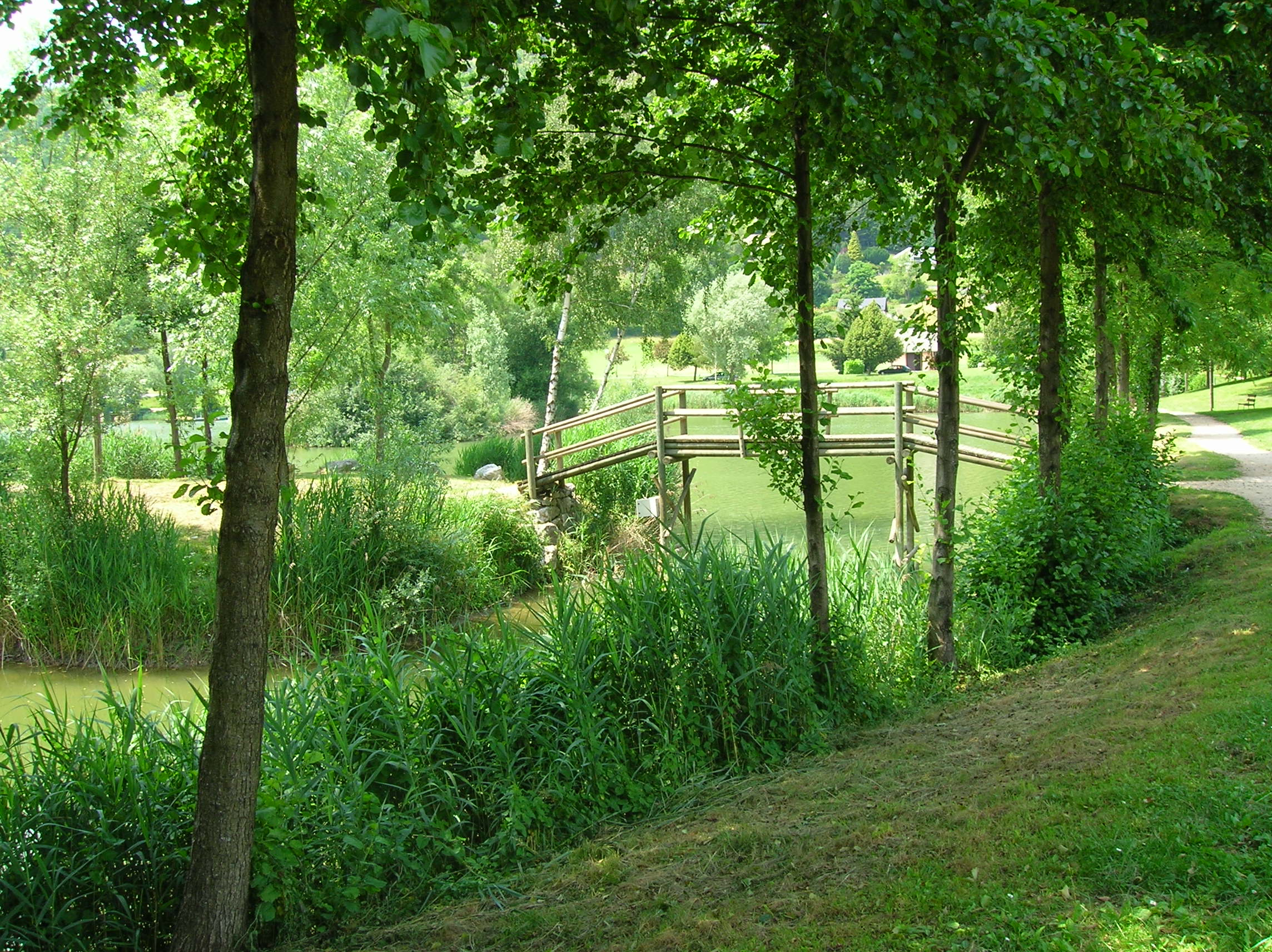
Pont de l'île.
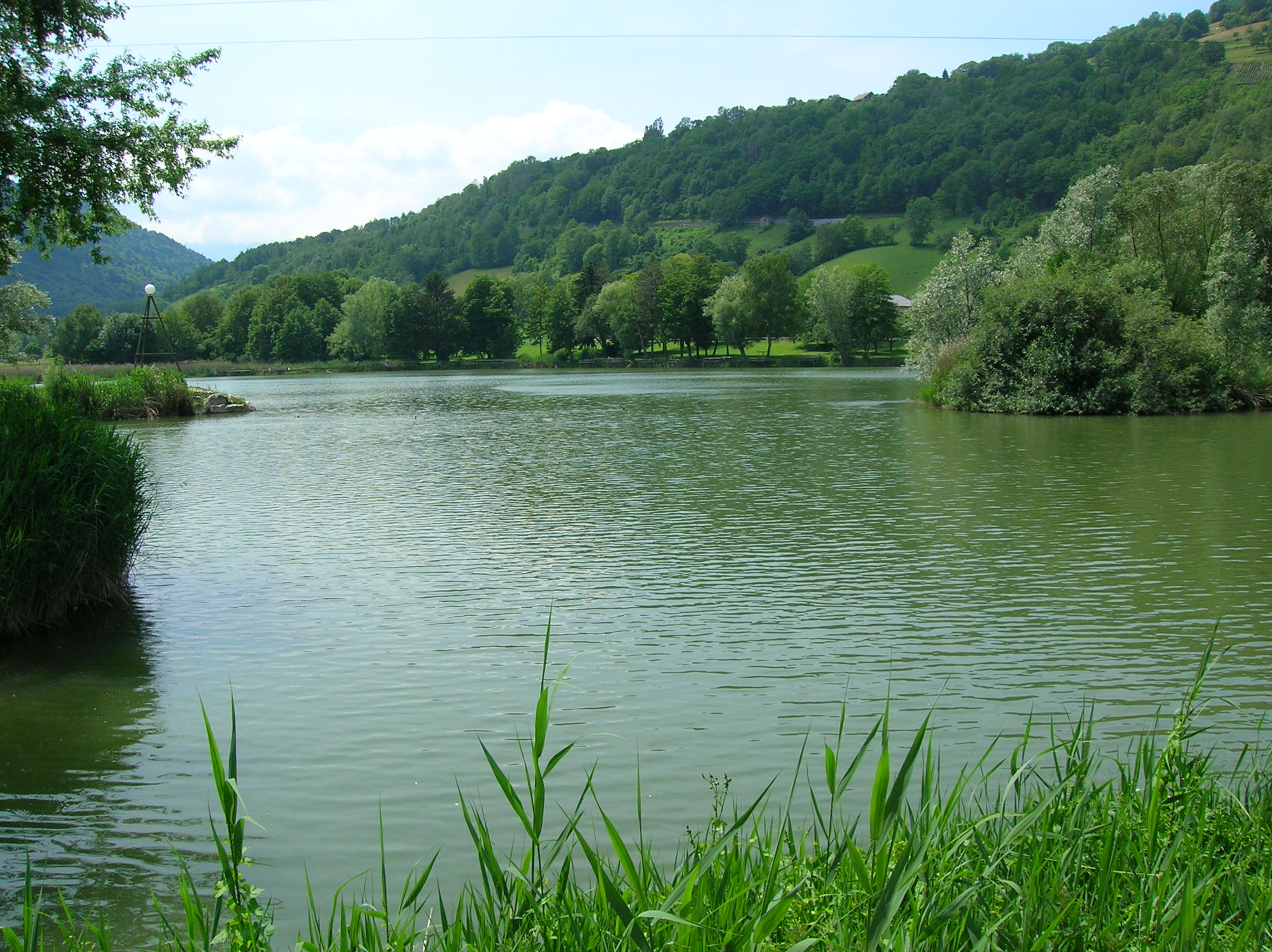
Lac Saint-Clair.